# Table des caractères Unicode/U1F600
Cette page contient des caractères spéciaux ou non latins. S’ils s’affichent mal (▯, ?, etc.), consultez la page d’aide Unicode.
Table des caractères Unicode U+1F600 à U+1F64F.

## Émoticônes

### Table des caractères
| en fr   | 0  | 1  | 2  | 3  | 4  | 5  | 6  | 7  | 8  | 9  | A  | B  | C  | D  | E  | F  |
| U+1F600 | 😀 | 😁 | 😂 | 😃 | 😄 | 😅 | 😆 | 😇 | 😈 | 😉 | 😊 | 😋 | 😌 | 😍 | 😎 | 😏 |
| U+1F610 | 😐 | 😑 | 😒 | 😓 | 😔 | 😕 | 😖 | 😗 | 😘 | 😙 | 😚 | 😛 | 😜 | 😝 | 😞 | 😟 |
| U+1F620 | 😠 | 😡 | 😢 | 😣 | 😤 | 😥 | 😦 | 😧 | 😨 | 😩 | 😪 | 😫 | 😬 | 😭 | 😮 | 😯 |
| U+1F630 | 😰 | 😱 | 😲 | 😳 | 😴 | 😵 | 😶 | 😷 | 😸 | 😹 | 😺 | 😻 | 😼 | 😽 | 😾 | 😿 |
| U+1F640 | 🙀 | 🙁 | 🙂 | 🙃 | 🙄 | 🙅 | 🙆 | 🙇 | 🙈 | 🙉 | 🙊 | 🙋 | 🙌 | 🙍 | 🙎 | 🙏 |
| ------- | -- | -- | -- | -- | -- | -- | -- | -- | -- | -- | -- | -- | -- | -- | -- | -- |

#### Couleurs de peau
Le bloc des émoticônes possède huit emoji (japonais : 絵文字) représentant des gens ou des parties du corps.
Ils peuvent être modifié en utilisant U+1F3FB–U+1F3FF pour obtenir une gamme de couleurs de peau utilisant la classification de Fitzpatrick :
| U+       | 1F645 | 1F646 | 1F647 | 1F64B | 1F64C | 1F64D | 1F64E | 1F64F |
| emoji    | 🙅    | 🙆    | 🙇    | 🙋    | 🙌    | 🙍    | 🙎    | 🙏    |
| FITZ-1-2 | 🙅🏻    | 🙆🏻    | 🙇🏻    | 🙋🏻    | 🙌🏻    | 🙍🏻    | 🙎🏻    | 🙏🏻    |
| FITZ-3   | 🙅🏼    | 🙆🏼    | 🙇🏼    | 🙋🏼    | 🙌🏼    | 🙍🏼    | 🙎🏼    | 🙏🏼    |
| FITZ-4   | 🙅🏽    | 🙆🏽    | 🙇🏽    | 🙋🏽    | 🙌🏽    | 🙍🏽    | 🙎🏽    | 🙏🏽    |
| FITZ-5   | 🙅🏾    | 🙆🏾    | 🙇🏾    | 🙋🏾    | 🙌🏾    | 🙍🏾    | 🙎🏾    | 🙏🏾    |
| FITZ-6   | 🙅🏿    | 🙆🏿    | 🙇🏿    | 🙋🏿    | 🙌🏿    | 🙍🏿    | 🙎🏿    | 🙏🏿    |